# Llista de topònims d'Almoster
Llista de topònims (noms propis de lloc) del municipi d'Almoster, al Baix Camp
Informació actualitzada per un bot. Els canvis manuals es perdran quan s'actualitzi!

## casa
| imatge | Nom                                   | Ubicat a | instància de | Detalls                     | coordenades                                          | Protecció                   | Commons (més fotos)                           | Dades a WD                    |
| ------ | ------------------------------------- | -------- | ------------ | --------------------------- | ---------------------------------------------------- | --------------------------- | --------------------------------------------- | ----------------------------- |
|        | Ca la Mundeta                         | Almoster | casa         |                             | 41° 11′ 53″ N, 1° 06′ 47″ E / 41.198055°N,1.113187°E | bé cultural d'interès local | Ca la Mundeta                                 | Modifica les dades a Wikidata |
|        | Cal Barberà                           | Almoster | casa         | Estil: arquitectura popular | 41° 11′ 51″ N, 1° 06′ 50″ E / 41.19763°N,1.113876°E  | bé cultural d'interès local | Cal Barberà (Almoster)                        | Modifica les dades a Wikidata |
|        | Cal Jardí                             | Almoster | casa         |                             | 41° 11′ 51″ N, 1° 06′ 48″ E / 41.197625°N,1.113386°E | bé cultural d'interès local | Cal Jardí                                     | Modifica les dades a Wikidata |
|        | Cal Micalo                            | Almoster | casa         |                             | 41° 11′ 54″ N, 1° 06′ 46″ E / 41.198223°N,1.112639°E | bé cultural d'interès local | Cal Micalo                                    | Modifica les dades a Wikidata |
|        | Cal Perelló                           | Almoster | casa         |                             | 41° 11′ 53″ N, 1° 06′ 48″ E / 41.198063°N,1.11327°E  | bé cultural d'interès local | Cal Perelló (Almoster)                        | Modifica les dades a Wikidata |
|        | Cal Pino                              | Almoster | casa         |                             | 41° 11′ 52″ N, 1° 06′ 49″ E / 41.197659°N,1.113559°E | bé cultural d'interès local | Cal Pino                                      | Modifica les dades a Wikidata |
|        | Cal Segarres                          | Almoster | casa         |                             | 41° 11′ 52″ N, 1° 06′ 49″ E / 41.197794°N,1.113565°E | bé cultural d'interès local | Cal Segarres                                  | Modifica les dades a Wikidata |
|        | Cal Vidal                             | Almoster | casa         |                             | 41° 11′ 52″ N, 1° 06′ 47″ E / 41.197679°N,1.113054°E | bé cultural d'interès local | Cal Vidal (Almoster)                          | Modifica les dades a Wikidata |
|        | Can Pere Trilla                       | Almoster | casa         |                             | 41° 11′ 51″ N, 1° 06′ 50″ E / 41.197637°N,1.114018°E | bé cultural d'interès local | Can Pere Trilla                               | Modifica les dades a Wikidata |
|        | habitatge a la plaça Josep Roselló, 7 | Almoster | casa         |                             | 41° 11′ 50″ N, 1° 06′ 45″ E / 41.197271°N,1.11251°E  | bé cultural d'interès local | Habitatge a la plaça Josep Roselló, 7         | Modifica les dades a Wikidata |
|        | habitatge al carrer Major, 1-3        | Almoster | casa         |                             | 41° 11′ 52″ N, 1° 06′ 50″ E / 41.197684°N,1.113949°E | bé cultural d'interès local | Habitatge al carrer Major, 1-3 (Almoster)     | Modifica les dades a Wikidata |
|        | habitatge al carrer Raval, 2          | Almoster | casa         |                             | 41° 11′ 52″ N, 1° 06′ 53″ E / 41.197749°N,1.114672°E | bé cultural d'interès local | Habitatge al carrer Raval, 2 (Almoster)       | Modifica les dades a Wikidata |
|        | habitatge al carrer de la Font, 10    | Almoster | casa         |                             | 41° 11′ 51″ N, 1° 06′ 46″ E / 41.197591°N,1.112865°E | bé cultural d'interès local | Habitatge al carrer de la Font, 10 (Almoster) | Modifica les dades a Wikidata |
|        | habitatge al carrer de la Font, 7     | Almoster | casa         |                             | 41° 11′ 50″ N, 1° 06′ 47″ E / 41.197177°N,1.112985°E | bé cultural d'interès local | Habitatge al carrer de la Font, 7 (Almoster)  | Modifica les dades a Wikidata |

## curs d'aigua
| imatge | Nom                | Ubicat a                                                       | instància de | Detalls                     | coordenades                                          | Protecció | Commons (més fotos) | Dades a WD                    |
| ------ | ------------------ | -------------------------------------------------------------- | ------------ | --------------------------- | ---------------------------------------------------- | --------- | ------------------- | ----------------------------- |
|        | riera de la Boella | Almoster Constantí la Selva del Camp Reus la Canonja Tarragona | curs d'aigua | Desemboca: mar Mediterrània | 41° 08′ 12″ N, 1° 10′ 07″ E / 41.136739°N,1.168608°E |           | Riera de la Boella  | Modifica les dades a Wikidata |
|        | riera de la Quadra | Almoster la Selva del Camp Reus                                | curs d'aigua |                             | 41° 09′ 59″ N, 1° 08′ 23″ E / 41.1664°N,1.13985°E    |           | Riera de la Quadra  | Modifica les dades a Wikidata |

## entitat singular de població
| imatge | Nom            | Ubicat a | instància de                                   | Detalls  | coordenades                                                                  | Protecció | Commons (més fotos) | Dades a WD                    |
| ------ | -------------- | -------- | ---------------------------------------------- | -------- | ---------------------------------------------------------------------------- | --------- | ------------------- | ----------------------------- |
|        | Almoster       | Almoster | entitat singular de població capital municipal | 1019 hab | 41° 11′ 51″ N, 1° 06′ 42″ E / 41.19758°N,1.11167°E 268 msnm                  |           |                     | Modifica les dades a Wikidata |
|        | Castellmoster  | Almoster | entitat singular de població                   | 73 hab   | 41° 11′ 31″ N, 1° 06′ 17″ E / 41.19194216°N,1.10462364°E 259 msnm            |           |                     | Modifica les dades a Wikidata |
|        | el Picarany    | Almoster | entitat singular de població                   | 241 hab  | 41° 12′ 06″ N, 1° 05′ 25″ E / 41.2016250189588°N,1.09021944299515°E 361 msnm |           |                     | Modifica les dades a Wikidata |
|        | los Pontarrons | Almoster | entitat singular de població                   | 5 hab    | 41° 11′ 23″ N, 1° 06′ 45″ E / 41.189783°N,1.112363°E 232 msnm                |           |                     | Modifica les dades a Wikidata |

## masia
| imatge | Nom              | Ubicat a | instància de | Detalls | coordenades                                                         | Protecció | Commons (més fotos) | Dades a WD                    |
| ------ | ---------------- | -------- | ------------ | ------- | ------------------------------------------------------------------- | --------- | ------------------- | ----------------------------- |
|        | Mas de Carreres  | Almoster | masia        |         | 41° 11′ 28″ N, 1° 06′ 40″ E / 41.191174722939°N,1.1112385827294°E   |           |                     | Modifica les dades a Wikidata |
|        | Mas del Picarany | Almoster | masia        |         | 41° 11′ 56″ N, 1° 06′ 07″ E / 41.198776192689°N,1.1020488124847°E   |           |                     | Modifica les dades a Wikidata |
|        | Mas del Víctor   | Almoster | masia        |         | 41° 12′ 23″ N, 1° 05′ 22″ E / 41.2063932967386°N,1.08934129669992°E |           |                     | Modifica les dades a Wikidata |

## nucli de població
| imatge | Nom             | Ubicat a | instància de      | Detalls | coordenades                                                       | Protecció | Commons (més fotos) | Dades a WD                    |
| ------ | --------------- | -------- | ----------------- | ------- | ----------------------------------------------------------------- | --------- | ------------------- | ----------------------------- |
|        | Aubareda        | Almoster | nucli de població |         | 41° 11′ 41″ N, 1° 06′ 10″ E / 41.19463871061°N,1.102791795079°E   |           |                     | Modifica les dades a Wikidata |
|        | Mas de Carreres | Almoster | nucli de població |         | 41° 11′ 28″ N, 1° 06′ 36″ E / 41.191155163874°N,1.1100467530218°E |           |                     | Modifica les dades a Wikidata |

## Misc
| imatge | Nom                           | Ubicat a | instància de      | Detalls            | coordenades                                                         | Protecció                   | Commons (més fotos)                      | Dades a WD                    |
| ------ | ----------------------------- | -------- | ----------------- | ------------------ | ------------------------------------------------------------------- | --------------------------- | ---------------------------------------- | ----------------------------- |
|        | Granja del Margelí            | Almoster | granja            |                    | 41° 11′ 52″ N, 1° 06′ 25″ E / 41.1978821768794°N,1.10683282364984°E |                             |                                          | Modifica les dades a Wikidata |
|        | Pont del Picarany             | Almoster | pont              |                    | 41° 11′ 12″ N, 1° 06′ 23″ E / 41.1865514778792°N,1.10631278531266°E |                             |                                          | Modifica les dades a Wikidata |
|        | Sant Miquel d'Almoster        | Almoster | església          |                    | 41° 11′ 52″ N, 1° 06′ 49″ E / 41.1979°N,1.11374°E                   | bé cultural d'interès local | Sant Miquel d'Almoster                   | Modifica les dades a Wikidata |
|        | casa consistorial d'Almoster  | Almoster | casa consistorial |                    | 41° 11′ 54″ N, 1° 06′ 46″ E / 41.1983431°N,1.1127479°E              |                             | Casa de la vila d'Almoster               | Modifica les dades a Wikidata |
|        | cementiri d'Almoster          | Almoster | cementiri         | Estil: noucentisme | 41° 11′ 58″ N, 1° 06′ 43″ E / 41.199359°N,1.111938°E                | bé cultural d'interès local | Cementiri d'Almoster                     | Modifica les dades a Wikidata |
|        | habitatge al carrer Major, 26 | Almoster | edifici           |                    | 41° 11′ 51″ N, 1° 06′ 53″ E / 41.197536°N,1.114832°E                | bé cultural d'interès local | Habitatge al carrer Major, 26 (Almoster) | Modifica les dades a Wikidata |